# Premiul Saturn pentru cel mai bun film fantastic
Premiul Saturn pentru cel mai bun film fantastic (în engleză Saturn Award for Best Fantasy Film) este acordat de Academy of Science Fiction, Fantasy and Horror Films pentru cel mai bun film în domeniul fantastic.

## Câștigători și nominalizări

### Anii 1970
| An              | Film                                                                                              |
| --------------- | ------------------------------------------------------------------------------------------------- |
| 1973 (2nd)      | The Golden Voyage of Sinbad (Călătoria de aur al lui Sinbad)                                      |
| 1974/1975 (3rd) | Doc Savage: The Man of Bronze (Doc Savage: Omul de bronz)                                         |
| 1976 (4th)      | Les gaspards (Vecinii de dedesubt)                                                                |
| 1976 (4th)      | At the Earth's Core (Al șaptelea continent)                                                       |
| 1976 (4th)      | The Blue Bird (Pasărea albastră)                                                                  |
| 1976 (4th)      | Bugsy Malone                                                                                      |
| 1976 (4th)      | The Seven-Per-Cent Solution (Șapte la sută soluție)                                               |
| 1977 (5th)      | Oh, God! (De vorbă cu Dumnezeu)                                                                   |
| 1977 (5th)      | Pete's Dragon (Un dragon pe nume Elliott)                                                         |
| 1977 (5th)      | Sinbad and the Eye of the Tiger                                                                   |
| 1977 (5th)      | The Slipper and the Rose: The Story of Cinderella (Condurul și trandafirul: povestea Cenușăresei) |
| 1977 (5th)      | Wizards                                                                                           |
| 1978 (6th)      | Heaven Can Wait (Cerul poate să aștepte)                                                          |
| 1978 (6th)      | The Lord of the Rings (Stăpânul Inelelor)                                                         |
| 1978 (6th)      | La merveilleuse visite (La meravigliosa visita)                                                   |
| 1978 (6th)      | Watership Down (Familia Iepurilă)                                                                 |
| 1978 (6th)      | The Wiz                                                                                           |
| 1979 (7th)      | The Muppet Movie (Muppets la Hollywood)                                                           |
| 1979 (7th)      | Arabian Adventure (Aventură în Arabia)                                                            |
| 1979 (7th)      | Adéla ještě nevečeřela (Nick Carter superdetectiv)                                                |
| 1979 (7th)      | The Last Wave (Ultimul val)                                                                       |
| 1979 (7th)      | Kurumiwari ningyô (Nutcracker Fantasy)                                                            |

### Anii 1980
| An               | Film                                                                              |
| ---------------- | --------------------------------------------------------------------------------- |
| 1980 (8th)       | Somewhere in Time (Undeva, cândva)                                                |
| 1980 (8th)       | The Blue Lagoon (Laguna albastră)                                                 |
| 1980 (8th)       | The Ninth Configuration                                                           |
| 1980 (8th)       | Oh, God! Book II (De vorba cu Dumnezeu II)                                        |
| 1980 (8th)       | Popeye                                                                            |
| 1981 (9th)       | Raiders of the Lost Ark (Indiana Jones și căutătorii arcei pierdute)              |
| 1981 (9th)       | Clash of the Titans (Ciocnirea titanilor)                                         |
| 1981 (9th)       | Dragonslayer (Vânătorul de dragoni)                                               |
| 1981 (9th)       | Excalibur                                                                         |
| 1981 (9th)       | The Fox and the Hound (Vulpea și câinele)                                         |
| 1982 (10th)      | The Dark Crystal (Cristalul întunecat )                                           |
| 1982 (10th)      | Conan the Barbarian (Conan Barbarul)                                              |
| 1982 (10th)      | The Secret of NIMH                                                                |
| 1982 (10th)      | The Sword and the Sorcerer                                                        |
| 1982 (10th)      | Zapped!                                                                           |
| 1983 (11th)      | Something Wicked This Way Comes (Ceva sinistru sosește)                           |
| 1983 (11th)      | High Road to China (Regăsirea sau Înaltul drum spre China)                        |
| 1983 (11th)      | Krull                                                                             |
| 1983 (11th)      | Never Say Never Again (Niciodată să nu spui niciodată)                            |
| 1983 (11th)      | Octopussy                                                                         |
| 1984 (12th)      | Ghostbusters (Vânătorii de fantome)                                               |
| 1984 (12th)      | Greystoke: The Legend of Tarzan, Lord of the Apes (Greystoke: Legenda lui Tarzan) |
| 1984 (12th)      | Indiana Jones and the Temple of Doom (Indiana Jones și templul morții)            |
| 1984 (12th)      | The NeverEnding Story (Poveste fără sfârșit)                                      |
| 1984 (12th)      | Splash (Sirena îndrăgostită)                                                      |
| 1985 (13th)      | Ladyhawke (Domnița șoim)                                                          |
| 1985 (13th)      | Remo Williams: The Adventure Begins                                               |
| 1985 (13th)      | Return to Oz                                                                      |
| 1985 (13th)      | The Purple Rose of Cairo (Trandafirul roșu din Cairo)                             |
| 1985 (13th)      | Young Sherlock Holmes (Tânărul Sherlock Holmes și Piramida Fricii)                |
| 1986 (14th)      | The Boy Who Could Fly (Băiatul care poate zbura)                                  |
| 1986 (14th)      | An American Tail (O aventură americană)                                           |
| 1986 (14th)      | "Crocodile" Dundee (Crocodile Dundee)                                             |
| 1986 (14th)      | The Golden Child (Copilul de aur sau Copilul aurit)                               |
| 1986 (14th)      | Labyrinth (Labirintul)                                                            |
| 1987 (15th)      | The Princess Bride (File de poveste)                                              |
| 1987 (15th)      | Batteries Not Included (Prieteni de departe)                                      |
| 1987 (15th)      | Date with an Angel                                                                |
| 1987 (15th)      | Harry and the Hendersons (Uriașul Harry)                                          |
| 1987 (15th)      | The Living Daylights (Cortina de fier)                                            |
| 1987 (15th)      | The Witches of Eastwick (Vrăjitoarele din Eastwick)                               |
| 1988 (16th)      | Who Framed Roger Rabbit (Cine vrea pielea lui Roger Rabbit?)                      |
| 1988 (16th)      | Big (Vreau să fiu mare)                                                           |
| 1988 (16th)      | The Land Before Time (Tărâmul uitat de timp)                                      |
| 1988 (16th)      | Scrooged (Poveste trăsnită de Crăciun)                                            |
| 1988 (16th)      | Willow                                                                            |
| 1988 (16th)      | Without a Clue (Fără dovadă)                                                      |
| 1989/1990 (17th) | Ghost (Fantoma mea iubită)                                                        |
| 1989/1990 (17th) | The Adventures of Baron Munchausen (Aventurile Baronului Munchausen)              |
| 1989/1990 (17th) | Always (Lângă tine mereu)                                                         |
| 1989/1990 (17th) | Batman                                                                            |
| 1989/1990 (17th) | Dick Tracy                                                                        |
| 1989/1990 (17th) | Field of Dreams (Terenul de baseball)                                             |
| 1989/1990 (17th) | Gremlins 2: The New Batch (Gremlins 2)                                            |
| 1989/1990 (17th) | Indiana Jones and the Last Crusade (Indiana Jones și ultima cruciadă)             |
| 1989/1990 (17th) | Teenage Mutant Ninja Turtles (Țestoasele Ninja)                                   |

### Anii 1990
| An          | Film                                                                                                   |
| ----------- | --- |
| 1991 (18th) | Edward Scissorhands (Edward Mâini-de-foarfecă)                                                         |
| 1991 (18th) | Defending Your Life (Orașul Judecății de Apoi)                                                         |
| 1991 (18th) | The Fisher King (Regele pescar)                                                                        |
| 1991 (18th) | If Looks Could Kill (Spion fără voie)                                                                  |
| 1991 (18th) | Robin Hood: Prince of Thieves (Robin Hood, prințul hoților)                                            |
| 1991 (18th) | Warlock (Vrăjitorul)                                                                                   |
| 1992 (19th) | Aladdin                                                                                                |
| 1992 (19th) | The Addams Family (Familia Addams)                                                                     |
| 1992 (19th) | Batman Returns (Batman revine)                                                                         |
| 1992 (19th) | Beauty and the Beast (Frumoasa și bestia)                                                              |
| 1992 (19th) | Death Becomes Her (Tinerețe veșnică)                                                                   |
| 1992 (19th) | Hook                                                                                                   |
| 1992 (19th) | Toys (Jucării)                                                                                         |
| 1993 (20th) | The Nightmare Before Christmas (Coșmar înainte de Crăciun)                                             |
| 1993 (20th) | Addams Family Values (Valorile familiei Addams)                                                        |
| 1993 (20th) | Groundhog Day (Ziua cârtiței)                                                                          |
| 1993 (20th) | Heart and Souls (Suflete rătăcitoare)                                                                  |
| 1993 (20th) | Hocus Pocus                                                                                            |
| 1993 (20th) | Last Action Hero (Ultima aventură)                                                                     |
| 1993 (20th) | Rookie of the Year (Juniorul dă lovitura)                                                              |
| 1994 (21st) | Forrest Gump                                                                                           |
| 1994 (21st) | Angels in the Outfield (Echipa de îngeri)                                                              |
| 1994 (21st) | Ed Wood                                                                                                |
| 1994 (21st) | The Flintstones (Familia Flintstone: Aventuri în Epoca de Piatră)                                      |
| 1994 (21st) | The Lion King (Regele Leu)                                                                             |
| 1994 (21st) | The Mask (Masca)                                                                                       |
| 1994 (21st) | The Santa Clause (Cine este Moș Crăciun?)                                                              |
| 1995 (22nd) | Babe (Babe - Cel mai curajos porc din lume)                                                            |
| 1995 (22nd) | Batman Forever                                                                                         |
| 1995 (22nd) | Casper                                                                                                 |
| 1995 (22nd) | Fluke (Fluke - o minune de cățel)                                                                      |
| 1995 (22nd) | The Indian in the Cupboard (Indianul din dulap)                                                        |
| 1995 (22nd) | Jumanji                                                                                                |
| 1995 (22nd) | Toy Story (Povestea jucăriilor)                                                                        |
| 1996 (23rd) | Dragonheart (Inimă de dragon)                                                                          |
| 1996 (23rd) | The Adventures of Pinocchio                                                                            |
| 1996 (23rd) | The Hunchback of Notre Dame (Cocoșatul de la Notre-Dame)                                               |
| 1996 (23rd) | James and the Giant Peach (James și piersica uriașă)                                                   |
| 1996 (23rd) | Matilda                                                                                                |
| 1996 (23rd) | The Nutty Professor (Profesorul trăsnit)                                                               |
| 1996 (23rd) | Phenomenon (Fenomenul)                                                                                 |
| 1997 (24th) | Austin Powers: International Man of Mystery (Austin Powers și organizația secretă)                     |
| 1997 (24th) | Batman & Robin                                                                                         |
| 1997 (24th) | George of the Jungle (George, trăsnitul junglei)                                                       |
| 1997 (24th) | Hercules                                                                                               |
| 1997 (24th) | The Lost World: Jurassic Park (Lumea pierdută: Jurassic Park)                                          |
| 1997 (24th) | MouseHunt (Vânătoarea de șoareci)                                                                      |
| 1998 (25th) | The Truman Show                                                                                        |
| 1998 (25th) | Babe: Pig in the City (Noile aventuri ale lui Babe în oraș)                                            |
| 1998 (25th) | A Bug's Life (Aventuri la firul ierbii)                                                                |
| 1998 (25th) | City of Angels (Îngerul păzitor)                                                                       |
| 1998 (25th) | Godzilla                                                                                               |
| 1998 (25th) | Pleasantville                                                                                          |
| 1999 (26th) | Being John Malkovich (În pielea lui John Malkovich)                                                    |
| 1999 (26th) | Austin Powers: The Spy Who Shagged Me (Austin Powers 2 - Spionul care mi-a tras-o sau Austin Powers 2) |
| 1999 (26th) | The Mummy (Mumia)                                                                                      |
| 1999 (26th) | Stuart Little (Șoricelul familiei)                                                                     |
| 1999 (26th) | Tarzan                                                                                                 |
| 1999 (26th) | Toy Story 2 (Povestea jucăriilor 2)                                                                    |

### Anii 2000
| An          | Film |
| ----------- | --- |
| 2000 (27th) | Frequency (Frecvența vieții)                                                                                         |
| 2000 (27th) | Chicken Run (Evadare din coteț)                                                                                      |
| 2000 (27th) | Dinosaur (Dinozaurul)                                                                                                |
| 2000 (27th) | The Family Man (O altă șansă)                                                                                        |
| 2000 (27th) | How the Grinch Stole Christmas (Cum a furat Grinch Crăciunul)                                                        |
| 2000 (27th) | What Women Want (Ce-și doresc femeile)                                                                               |
| 2001 (28th) | The Lord of the Rings: The Fellowship of the Ring (Stăpânul Inelelor: Frăția Inelului)                               |
| 2001 (28th) | Harry Potter and the Philosopher's Stone (Harry Potter și Piatra Filozofală)                                         |
| 2001 (28th) | Monsters, Inc. (Compania Monștrilor)                                                                                 |
| 2001 (28th) | The Mummy Returns (Mumia revine)                                                                                     |
| 2001 (28th) | Shrek |
| 2001 (28th) | Spy Kids (Joaca de-a spionii)                                                                                        |
| 2002 (29th) | The Lord of the Rings: The Two Towers (Stăpânul Inelelor: Cele două turnuri)                                         |
| 2002 (29th) | Harry Potter and the Chamber of Secrets (Harry Potter și Camera Secretelor)                                          |
| 2002 (29th) | Reign of Fire (Regatul de Foc)                                                                                       |
| 2002 (29th) | The Santa Clause 2 (Moș Crăciun caută Crăciuniță)                                                                    |
| 2002 (29th) | The Scorpion King (Regele Scorpion)                                                                                  |
| 2002 (29th) | Spider-Man (Omul-păianjen)                                                                                           |
| 2003 (30th) | The Lord of the Rings: The Return of the King (Stăpânul Inelelor: Întoarcerea Regelui)                               |
| 2003 (30th) | Big Fish (Peștele cel mare)                                                                                          |
| 2003 (30th) | Freaky Friday (Vinerea trăsnită)                                                                                     |
| 2003 (30th) | The League of Extraordinary Gentlemen (Liga)                                                                         |
| 2003 (30th) | Peter Pan |
| 2003 (30th) | Pirates of the Caribbean: The Curse of the Black Pearl (Pirații din Caraibe: Blestemul Perlei Negre)                 |
| 2004 (31st) | Spider-Man 2 (Omul-păianjen 2)                                                                                       |
| 2004 (31st) | Birth (Amintiri readuse la viață)                                                                                    |
| 2004 (31st) | Harry Potter and the Prisoner of Azkaban (Harry Potter și Prizonierul din Azkaban)                                   |
| 2004 (31st) | Hellboy (Hellboy - Eroul scăpat din Infern)                                                                          |
| 2004 (31st) | Shi mian mai fu (Casa săbiilor zburătoare)                                                                           |
| 2004 (31st) | Lemony Snicket's A Series of Unfortunate Events (Lemony Snicket - O serie de evenimente nefericite)                  |
| 2005 (32nd) | Batman Begins (Batman - Începuturi)                                                                                  |
| 2005 (32nd) | Charlie and the Chocolate Factory (Charlie și fabrica de ciocolată)                                                  |
| 2005 (32nd) | The Chronicles of Narnia: The Lion, the Witch and the Wardrobe (Cronicile din Narnia - Leul, Vrăjitoarea și Dulapul) |
| 2005 (32nd) | Harry Potter and the Goblet of Fire (Harry Potter și Pocalul de Foc)                                                 |
| 2005 (32nd) | King Kong |
| 2005 (32nd) | Zathura: A Space Adventure (Zathura - O aventură spațială)                                                           |
| 2006 (33rd) | Superman Returns (Superman revine)                                                                                   |
| 2006 (33rd) | Charlotte's Web (Rețeaua Miraculoasă)                                                                                |
| 2006 (33rd) | Eragon |
| 2006 (33rd) | Night at the Museum (O noapte la muzeu)                                                                              |
| 2006 (33rd) | Pirates of the Caribbean: Dead Man's Chest (Pirații din Caraibe: Cufărul omului mort )                               |
| 2006 (33rd) | Stranger than Fiction (Mai mult decât ficțiune)                                                                      |
| 2007 (34th) | Enchanted (Magie în New York)                                                                                        |
| 2007 (34th) | The Golden Compass (Busola de aur)                                                                                   |
| 2007 (34th) | Harry Potter and the Order of the Phoenix (Harry Potter și Ordinul Phoenix)                                          |
| 2007 (34th) | Pirates of the Caribbean: At World's End (Pirații din Caraibe: La capătul lumii)                                     |
| 2007 (34th) | Spider-Man 3 (Omul-păianjen 3)                                                                                       |
| 2007 (34th) | Stardust (Pulbere de stele)                                                                                          |
| 2008 (35th) | The Curious Case of Benjamin Button (Strania poveste a lui Benjamin Button)                                          |
| 2008 (35th) | The Chronicles of Narnia: Prince Caspian Cronicile din Narnia: (Prințul Caspian)                                     |
| 2008 (35th) | Hancock |
| 2008 (35th) | The Spiderwick Chronicles (Cronicile Spiderwick)                                                                     |
| 2008 (35th) | Twilight (Amurg) |
| 2008 (35th) | Wanted |
| 2009 (36th) | Watchmen (Cei ce veghează)                                                                                           |
| 2009 (36th) | Harry Potter and the Half-Blood Prince (Harry Potter și Prințul Semipur)                                             |
| 2009 (36th) | The Lovely Bones (Din Raiul meu)                                                                                     |
| 2009 (36th) | The Time Traveler's Wife (Soția călătorului în timp)                                                                 |
| 2009 (36th) | Where the Wild Things Are (Tărâmul monștrilor)                                                                       |

### Anii 2010
| An               | Film |
| ---------------- | --- |
| 2010 (37th)      | Alice in Wonderland (Alice în Țara Minunilor)                                                                    |
| 2010 (37th)      | The Chronicles of Narnia: The Voyage of the Dawn Treader (Cronicile din Narnia: Călătorie pe mare cu Zori-de-Zi) |
| 2010 (37th)      | Clash of the Titans (Înfruntarea titanilor)                                                                      |
| 2010 (37th)      | Harry Potter and the Deathly Hallows – Part 1 (Harry Potter și Talismanele Morții. Partea 1)                     |
| 2010 (37th)      | Scott Pilgrim vs. the World (Scott Pilgrim împotriva tuturor)                                                    |
| 2010 (37th)      | The Twilight Saga: Eclipse (Saga Amurg: Eclipsa)                                                                 |
| 2011 (38th)      | Harry Potter and the Deathly Hallows – Part 2 (Harry Potter și Talismanele Morții. Partea 2)                     |
| 2011 (38th)      | Hugo |
| 2011 (38th)      | Immortals (Nemuritorii 3D: Războiul Zeilor)                                                                      |
| 2011 (38th)      | Midnight in Paris (Miezul nopții în Paris)                                                                       |
| 2011 (38th)      | The Muppets (Păpușile Muppets)                                                                                   |
| 2011 (38th)      | Thor |
| 2012 (39th)      | Life of Pi (Viața lui Pi)                                                                                        |
| 2012 (39th)      | The Amazing Spider-Man (Uimitorul Om-Păianjen)                                                                   |
| 2012 (39th)      | The Hobbit: An Unexpected Journey (Hobbitul: O călătorie neașteptată)                                            |
| 2012 (39th)      | Ruby Sparks |
| 2012 (39th)      | Snow White and the Huntsman (Albă ca Zăpada și Războinicul Vânător)                                              |
| 2012 (39th)      | Ted |
| 2013 (40th)      | Her (Ea) |
| 2013 (40th)      | About Time (Era și timpul!)                                                                                      |
| 2013 (40th)      | The Hobbit: The Desolation of Smaug (Hobbitul: Dezolarea lui Smaug)                                              |
| 2013 (40th)      | Jack the Giant Slayer (Jack și uriașii)                                                                          |
| 2013 (40th)      | Oz the Great and Powerful (Grozavul și puternicul Oz)                                                            |
| 2013 (40th)      | The Secret Life of Walter Mitty (Viața secretă a lui Walter Mitty)                                               |
| 2014 (41st)      | The Hobbit: The Battle of the Five Armies (Hobbitul: Bătălia celor cinci oștiri)                                 |
| 2014 (41st)      | Birdman (Omul Pasăre sau Virtutea nesperată a ignoranței)                                                        |
| 2014 (41st)      | The Grand Budapest Hotel (Hotel Grand Budapest )                                                                 |
| 2014 (41st)      | Into the Woods (În inima pădurii)                                                                                |
| 2014 (41st)      | Maleficent |
| 2014 (41st)      | Paddington |
| 2015 (42nd)      | Cinderella (Cenușăreasa)                                                                                         |
| 2015 (42nd)      | The Age of Adaline (Secretul lui Adaline)                                                                        |
| 2015 (42nd)      | Baahubali: The Beginning (Baahubali: Începutul)                                                                  |
| 2015 (42nd)      | Goosebumps (Goosebumps: Îți facem părul măciucă)                                                                 |
| 2015 (42nd)      | The Hunger Games: Mockingjay – Part 2 (Jocurile foamei: Revolta - Partea a II-a)                                 |
| 2015 (42nd)      | Ted 2 |
| 2016 (43rd)      | The Jungle Book (Cartea junglei)                                                                                 |
| 2016 (43rd)      | The BFG (Marele Uriaș Prietenos)                                                                                 |
| 2016 (43rd)      | Fantastic Beasts and Where to Find Them (Animale fantastice și unde le poți găsi)                                |
| 2016 (43rd)      | Ghostbusters (Vânătorii de fantome)                                                                              |
| 2016 (43rd)      | Miss Peregrine's Home for Peculiar Children (Copiii domnișoarei Peregrine: Între două lumi)                      |
| 2016 (43rd)      | A Monster Calls (Copacul cu povești)                                                                             |
| 2016 (43rd)      | Pete's Dragon (Pete și dragonul)                                                                                 |
| 2017 (44th)      | The Shape of Water (Forma apei)                                                                                  |
| 2017 (44th)      | Beauty and the Beast (Frumoasa și bestia)                                                                        |
| 2017 (44th)      | Downsizing (Downsizing. Mini-oamenii)                                                                            |
| 2017 (44th)      | Jumanji: Welcome to the Jungle (Jumanji: Aventură în junglă)                                                     |
| 2017 (44th)      | Kong: Skull Island (Kong: Insula Craniilor)                                                                      |
| 2017 (44th)      | Paddington 2 |
| 2018/2019 (45th) | Toy Story 4 (Povestea jucăriilor 4)                                                                              |
| 2018/2019 (45th) | Aladdin |
| 2018/2019 (45th) | Dumbo |
| 2018/2019 (45th) | Fantastic Beasts: The Crimes of Grindelwald (Animale fantastice: Crimele lui Grindelwald)                        |
| 2018/2019 (45th) | Godzilla: King of the Monsters (Godzilla II: Regele Monștrilor)                                                  |
| 2018/2019 (45th) | Mary Poppins Returns (Mary Poppins revine)                                                                       |
| 2018/2019 (45th) | Yesterday (Yesterday: O lume fără Beatles)                                                                       |
| 2019/2020 (46th) | Once Upon a Time in Hollywood (A fost odată la... Hollywood)                                                     |
| 2019/2020 (46th) | Bill & Ted Face the Music (Bill și Ted salvează universul)                                                       |
| 2019/2020 (46th) | Jumanji: The Next Level (Jumanji: Nivelul următor)                                                               |
| 2019/2020 (46th) | The Lion King (Regele Leu)                                                                                       |
| 2019/2020 (46th) | Maleficent: Mistress of Evil (Maleficent: Suverana Răului)                                                       |
| 2019/2020 (46th) | Sonic the Hedgehog (Ariciul Sonic)                                                                               |
| 2019/2020 (46th) | The Witches (Vrăjitoarele)                                                                                       |

### Anii 2020
| An                                                                                         | Film                                                                  |
| ------------------------------------------------------------------------------------------ | --------------------------------------------------------------------- |
| 2021/2022 (50th)                                                                           |                                                                       |
| Everything Everywhere All at Once (Orice, oriunde, oricând)                                |                                                                       |
| Cruella                                                                                    |                                                                       |
| Fantastic Beasts: The Secrets of Dumbledore (Animale fantastice: Secretele lui Dumbledore) |                                                                       |
| Ghostbusters: Afterlife (Vânătorii de fantome: Moștenirea)                                 |                                                                       |
| The Green Knight (Cavalerul verde)                                                         |                                                                       |
| The Unbearable Weight of Massive Talent (Insuportabila povară a talentului)                |                                                                       |
| 2022/2023 (51st)                                                                           |                                                                       |
| Indiana Jones and the Dial of Destiny (Indiana Jones și cadranul destinului)               |                                                                       |
| Barbie                                                                                     |                                                                       |
| Dungeons & Dragons: Honor Among Thieves (Dungeons & Dragons: Frăția hoților)               |                                                                       |
| Haunted Mansion (Casa bântuită)                                                            |                                                                       |
| The Little Mermaid (Mica sirenă)                                                           |                                                                       |
| 2023/2024 (52nd)                                                                           | Beetlejuice Beetlejuice                                               |
| 2023/2024 (52nd)                                                                           | Ghostbusters: Frozen Empire (Vânătorii de fantome: Imperiul înghețat) |
| 2023/2024 (52nd)                                                                           | Godzilla x Kong: The New Empire (Godzilla x Kong: Un nou imperiu)     |
| 2023/2024 (52nd)                                                                           | My Old Ass                                                            |
| 2023/2024 (52nd)                                                                           | Poor Things (Sărmane creaturi)                                        |
| 2023/2024 (52nd)                                                                           | Wonka                                                                 |